# كرايغ إم. رايت
كرايغ إم. رايت (بالإنجليزية: Craig M. Wright)‏ هو عالم موسيقى ومؤرخ أمريكي، ولد في 13 يناير 1944 في فورت سيل ‏ في الولايات المتحدة.

## وصلات خارجية
- كرايغ إم. رايت على موقع ميوزك برينز (الإنجليزية)